# Aeroprakt A-40
Aeroprakt A-40 (також Aeroprakt-40) — український легкий спортивний літак, розроблений та виготовлений компанією Аеропракт.

## Опис
A-40 — одномоторний, двомісний літак з тандемним розташуванням сидінь, призначений для участі у спортивних змаганнях з літакового спорту та за для випробування технології виробництва літака з використанням вуглепластику. Є подальшим розвитком літака A-20.
Перший політ здійснив у липні 2018, за місяць до чемпіонату світу.

## Конструкція
А-40 побудований за аеродинамічною схемою безпідкосного високоплана з Т-подібним хвостовим оперенням.
Конструкція літака повністю виконана з вуглепластику, за винятком елементів системи керування та суцільноповоротного горизонтального оперення. У процесі виготовлення деталей з вуглепластику було залучено експертів та потужності компанії Аерола (виробника планерів Aerola Alatus).
Крило пряме, з трапецевидним звуженням на кінцях крил. Маса одного крила близько 30 кг. Горизонтальне оперення суцільноповоротне, виконано суцільнометалевим (використано деталі від літака A-32). Рулі висоти і напряму забезпечені електромеханічними тримерами. Руль напрямку розщеплюваний, у розкритому стані виконує роль повітряного гальма.
Знизу носової частини кабіни встановлено дерев'яну пластину, яка виконує роль фрикційного гальма — гальмування забезпечується тертям дерев'яної пластини об ґрунтове чи асфальтне покриття злітно-посадкової смуги при умисному частковому капотуванні літака.
Шасі не прибирається, триопорне з хвостовим колесом. Стійки шасі виготовлені з титанового сплаву. Колеса основних стійок шасі закриті обтікачами.
Силова установка складається з одного поршневого чотиритактного двигуна повітряного охолодження «Ротакс-912S» з дволопатевими штовхаючими повітряними гвинтами. Гвинт вуглепластиковий флюгований з регульованим кроком власного виробництва компанії Аеропракт (у розробці та виготовленні гвинта брав участь конструктор компанії «GA Prop» Юрій Петренко), а втулка гвинта змінного кроку від компанії Pipistrel.
Кабіна закритого типу. Ліхтар кабіни виконаний у вигляді суцільного вигнутого шматка оргскла, що відкидається у бік.

## Характеристики
Аеродинамічна якість літака: 16..17. Аеродинамічна якість повітряного гальма: -5..-6.
Мінімальна швидкість зниження: 1.6 м/с (з вимкненим двигуном при швидкості 94 км/год).
Швидкість звалювання: 67 км/год (із випущеними закрилками на 30°..40°: 54 км/год).
Мінімальна витрата палива: 3.975 кг/год (номінальна: 4.5 кг/год; об'єм баку: 65 л ≈ 48.1 кг).
А-40 може продовжувати політ з повністю вимкненим двигуном у режимі планерування.

## Спортивні досягнення
З 2018, екіпаж A-40 (постійний номер учасника змагань "406") є багаторазовими чемпіоном світу та Європи з літакового спорту у категорії надлегких спортивних літаків.
3 серпня 2024, екіпаж літака A-40, у складі Юрія та Тимофія Яковлєвих, вчергове став чемпіоном світу здобувши перемогу на 18-му Чемпіонаті світу серед надлегких літаків (англ. 18th FAI World Microlight Championship), який відбувся у місті Дінеторп (Північний Нортгемптоншир, Велика Британія).

### Рекорди
На літаку A-40 встановлено кілька світових рекордів, які зафіксували комісар FAI в Україні Алла Стрельнікова та експерт Національного реєстру рекордів України Віталій Зорін:
1. Дистанція по замкнутому маршруту з обмеженим запасом палива (7.5 кг, ~10.2 л)[21]: 210 км (попередній світовий рекорд: 202 км).
Витрата палива склала близько 4.1 л/100 км. Приземлення відбувалося планеруванням з вимкненим двигуном з висоти 700 м.
2. Дистанція по замкнутому маршруту без приземлення[22]: 1020 км (попередній світовий рекорд: 616 км).
Тривалість: 8 год 15 хв. Середня швидкість: 123 км/год. Злітна маса: 463 кг, з яких близько 48 кг — пальне (повний бак: 65 л).
3. Швидкість по замкнутому маршруту протяжністю 1000 км[23]: 123 км/год (світовий рекорд раніше не встановлювався).
4. Дистанція по прямій з обмеженим запасом палива (7.5 кг)[24][25]: 229 км (попередній світовий рекорд: 183 км).
При цьому в літаку після приземлення залишилося ще 1.5 л палива.
5. Паливна ефективність[26]: 33,99 км/кг (попередній світовий рекорд: 29.78 км/кг).
Тривалість польоту без приземлення: 9 годин 6 хвилин. Загальна дистанція польоту по замкненому трикутному маршруту: 887.3 км. Загальна витрата палива: 26.1 кг.

## Галерея

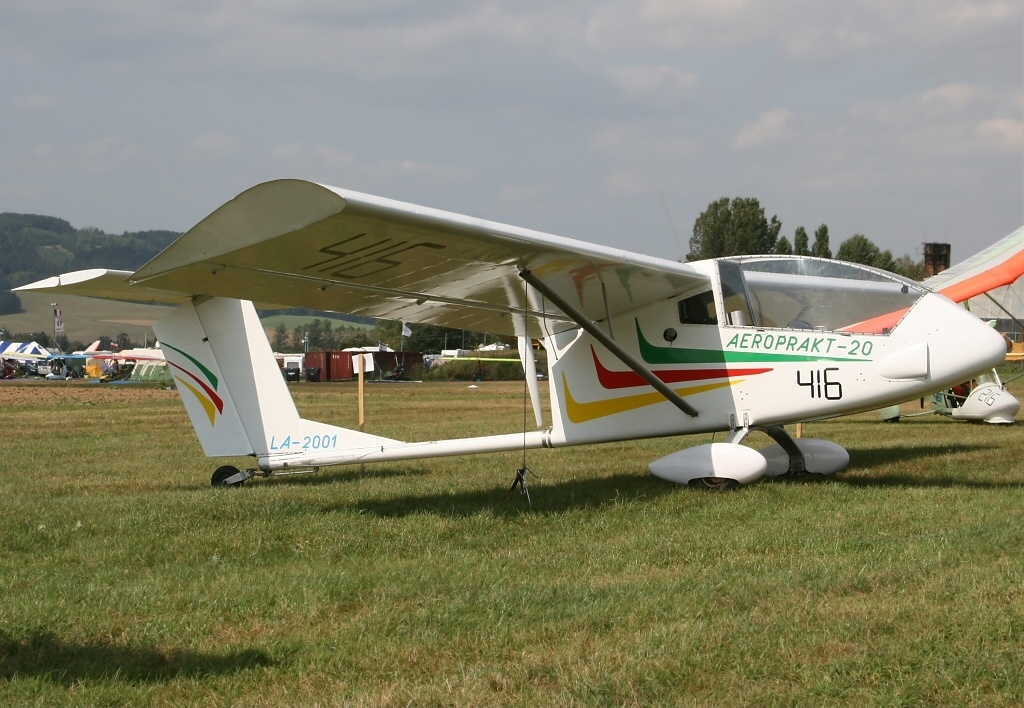
A-20 на стоянці, 23 серпня 2007
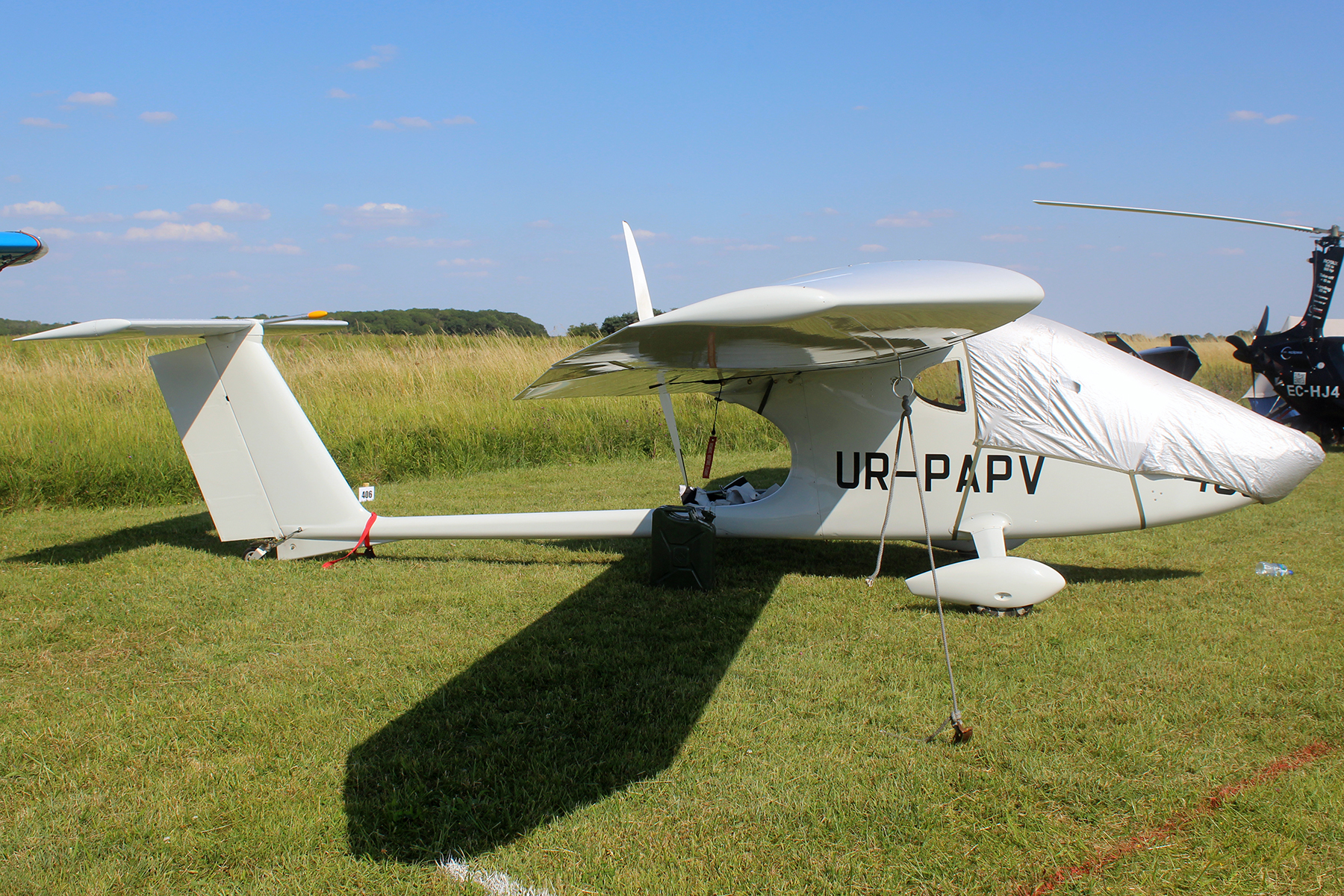
A-40 на стоянці, 29 липня 2024

## Дивіться також
- Aeroprakt A-20
- Barber Snark[en]
- SZD-45 Ogar[en]
- 3I Sky Arrow[en]
- Х-32 Бекас
- Горобець (літак)

#### Відео
- Maksim Urasov (2 серпня 2024). Aeroprakt A40. Интервью с Юрием Яковлевым на YouTube(рос.) = "Aeroprakt A40. Інтерв'ю з Юрієм Яковлєвим". WMC2024 (18th FAI World Microlight Championship).